# 周聖訓
周聖訓（1988年12月17日—），為台灣的棒球選手之一，曾效力於中華職棒中信兄弟隊，守備位置為捕手，目前是中信兄弟管理助理，其身高僅162公分，為中華職棒史上第二矮的球員。

## 經歷
- 台北縣光華國小少棒隊
- 台北縣二重國中青少棒隊
- 台北市華興中學青棒隊
- 新北市輔仁大學棒球隊（泰安產險）
- 新北市成棒隊（2011年）
- 國訓中心棒球隊（2011年～2012年）
- 合作金庫棒球隊（2012年～2013年）
- 新北市成棒隊（2013年～2014年）
- 中華職棒中信兄弟隊（2014年～2017年）
- 中華職棒中信兄弟隊管理助理（2018年～）

## 職棒生涯成績
| 年度 | 球隊     | 出賽 | 打數 | 安打 | 全壘打 | 打點 | 盜壘 | 四死 | 三振 | 壘打數 | 雙殺打 | 打擊率 | 上壘率 | 長打率 | OPS   |
| ---- | -------- | ---- | ---- | ---- | ------ | ---- | ---- | ---- | ---- | ------ | ------ | ------ | ------ | ------ | ----- |
| 2014 | 中信兄弟 | 2    | 4    | 1    | 0      | 0    | 0    | 0    | 1    | 1      | 0      | 0.250  | 0.250  | 0.250  | 0.500 |
| 2015 | 中信兄弟 | 20   | 37   | 8    | 0      | 3    | 0    | 0    | 5    | 10     | 1      | 0.216  | 0.216  | 0.270  | 0.486 |
| 2016 | 中信兄弟 | 3    | 3    | 0    | 0      | 0    | 0    | 0    | 1    | 0      | 0      | 0.000  | 0.000  | 0.000  | 0.000 |
| 合計 | 3年      | 25   | 44   | 9    | 0      | 3    | 0    | 0    | 7    | 11     | 1      | 0.205  | 0.205  | 0.250  | 0.455 |

## 特殊事蹟
- 2014年8月30日，於桃園國際棒球場對戰Lamigo桃猿隊擔任第八棒捕手，五局上對王溢正擊出左外野方向一壘安打，為個人職棒一軍生涯首支安打
- 2015年4月15日，於洲際棒球場對戰Lamigo桃猿隊，八局下對林柏佑擊出穿越一二壘間的一壘安打帶有一分打點，為個人職棒一軍生涯首分打點。

## 外部連結
- 周聖訓在中華職棒
- 周聖訓在Baseball-Reference.com（小聯盟以及海外聯盟）（英语）
- 周聖訓的Facebook專頁
- 周聖訓在台灣棒球維基館上的頁面（繁體中文）